# 廬山会議

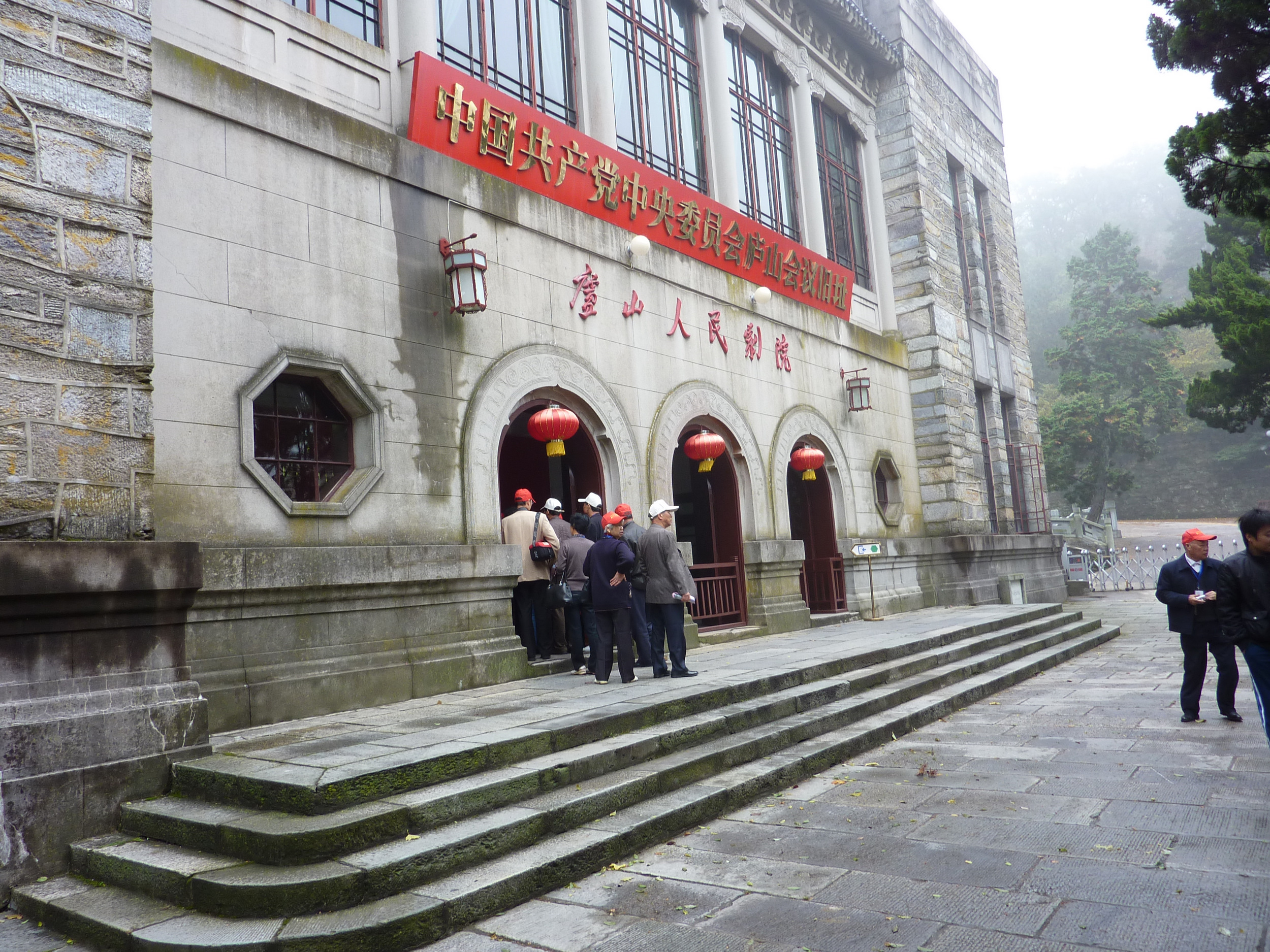
廬山の「廬山会議旧跡」

廬山会議（ろざんかいぎ）は、毛沢東共産党主席が発動した大躍進政策の失敗が明らかとなったあと、1959年7月から8月に開催され、問題点を批判した彭徳懐らが失脚した、中国共産党中央政治局拡大会議（7月2日 - 8月1日）と第8期第8回中央委員会全体会議（8中全会、8月2日 - 8月16日）の総称を指す。廬山は江西省にある中国共産党幹部の避暑地。

## 推移

### 開催時の背景
大躍進政策により、水利建設や鉄鋼生産に農村労働力の多くが奪われてしまった結果、1958年の春には各地で食料不足が蔓延し、深刻な飢餓の兆候が現れていた。1958年11月の第8期6中全会で毛沢東は大躍進が失敗した責任をとる形で国家主席の辞任を表明し、翌1959年の第2期全人代で劉少奇党副主席が新国家主席に選出、毛沢東の権威は低下しつつあった。毛自身、1958年11月には大躍進の行き過ぎの是正に取り掛かっており、廬山会議に先立つ6月28日には「人々の頭を冷やし、冷静になって政治経済学を語ることが必要である」と周恩来に電話で語っていた。廬山会議は大躍進の行き過ぎを是正する精神を他の指導者たちに行き渡らせる機会となるはずであった。
6月29日、廬山に向かう船中で毛は会議の課題を提議した。それは19の項目からなり、特に第2項目の「形勢」と昨年度の大躍進関係の反省からなる数項目が眼目であった。そして三面紅旗（総路線、大躍進、人民公社）政策の失敗を討論する場となるのは明白であった。
その雰囲気を察していた毛は、とくに彭徳懐が批判の先頭に立っていることについて気分を害し「人我を侵さざれば、我人を侵さず。人もし我を侵せば、我人を侵す」との警句を吐き、来るべき会議に備えていた。毛は「神仙会議」と称して自由な意見交換の場を表向きは作っていたが、実は「蛇を穴からおびき寄せる」やりかたで、彭ら反対者をあぶりだすことを策していたのである。

### 彭徳懐の建白と毛沢東の批判
7月14日、国防部長だった彭徳懐が毛沢東に私信を送り、その中で総路線は正しかったとしつつ、「小ブルジョワ階級の熱狂性が、しばしばわれわれに『極左』の誤りを犯させました」「1958年の基本建設は一部でいささか急ぎすぎ、目標達成が遅れた」と進言した。この批判はまっとうなものであり、個人的な私信として送られたことから彭徳懐に悪意はなかったと見られているが、失墜しつつある自身の権威をさらに落としかねないと考えた毛沢東は、16日に私信のコピーを配布し『彭徳懐同志の意見書』として会議で討論することに決定した。彭は手紙が無断で公開されたことに憤り、毛を批判する一方、急きょ書かれたものであり十分に意見を述べていないなどの理由で回収を求めたが既に遅く、康生は「あえて建議します。甘やかしてはならない。」との私信を毛に送りつけていた。
会議で彭徳懐の意見に黄克誠（国防部副部長）、周小舟（湖南省党委書記）、張聞天（外交部副部長）やほかの出席者が支持を表明し、劉少奇、朱徳らも緩やかな表現で批判を加え、一部が部分的な言葉遣いに意見した。これを自身の権力に対する脅威と捉えた毛沢東は、23日の大会演説で手紙を「ブルジョワジーの動揺性」であり、党に対する攻撃、右傾機会主義の綱領であると激しく批判した。
党に対する攻撃と毛沢東に言われた出席者は、彭徳懐支持から一転して「主席に辞任を迫った」「資産階級民主主義者」「党内の投機分子」などと批判を加えた。毛沢東は大躍進に誤りなど全くないと発言し、三面紅旗が倒れれば党と人民に対する重大な損失であると誇張した。よく語られる内幕に関する噂話としては、毛沢東はあらかじめ軍有力諸将を呼び、「どちらを支持するのか、もし彭徳懐を支持するなら私は再び延安にこもって革命をもう一度起こすまでだ」と言って迫り、自身への軍の支持を取り付けたために、多くの共産党有力者らも日和ることになったともいう。また、後に一時、中国の最高指導者となった華国鋒がこの頃出した農業問題に関する論文は毛沢東の政策を擁護するもので、これが華国鋒の一段の出世の足掛かりになったとも言われるが、これは実は、華国鋒が当時いた湖南省においてトップの声がかりで資源を集中し成功した地区をモデルケースとして取上げたもので、とても全国に一般化して適用できるようなものではなかったという話も伝わる。
8月2日から始まった8中全会では、彭徳懐ら4人を「彭徳懐反党集団」と定性（政治的なレッテル張り）し、『彭徳懐同志を中心とする反党集団の誤りに関する決議』、『党の総路線を守り、右傾機会主義に反対し闘争する』議案を採択し、4人は大躍進を批判し、経済発展に反対したと定性し、4人はそれぞれ職務を解かれ、彭徳懐の国防部長と中央軍事委員会副主席のポストには林彪が就任した。
会議により失脚した関係者
- 彭徳懐
- 黄克誠
- 張聞天
- 周小舟

16日、閉会の際に毛沢東は「過去10年続いてきたブルジョワジーとプロレタリアートの階級闘争が廬山に現れているが、中国と我が党はこの闘争を少なくとも20年、50年でも闘争し続けなければならない」と結論付けた。

### 会議後
中国では1957年より反右派闘争が展開され、知識人などが政権を批判することは困難になっていた。この会議後に党内でも「右傾機会主義者」の「摘発」が行われた結果、1960年頃までに365万人が右傾機会主義と位置づけられ、一部は職務を解任された。
廬山会議で経済政策上の誤りを正す方法が絶たれてしまったため、中国の経済は悪化していった。会議中三面紅旗に肯定的だった劉少奇は郷里である湖南省を視察して政策に誤りがあったと悟り、「天災三分、人災七分」と結論付けるに至ったが、三面紅旗に問題は無く失敗の原因は天災にあるとする毛沢東とは徐々に考えが離れていった。生産請負制や報奨金を取り入れた経済政策や右派認定された幹部の再審査請求は、毛沢東に「絶対に階級闘争を忘れてはいけない」と批判され、文化大革命前夜までに決定的な破局を迎えることになる。

### 評価
中国政治史研究者の高橋伸夫は、当初は大躍進を是正しようと考えていた毛沢東が彭徳懐の書簡に激越な反応を示した理由として、頭を抑えられると猛烈に反発するという毛の個人的習性と、1959年5月に彭徳懐と会談したフルシチョフが人民公社を時代遅れであると批判していたことを知っていた毛が、党内部からの批判がソ連などの外部勢力と結びついていると認識したことなどを挙げている。